# アクイセラ属
アクイセラ属（Aquicella）はレジオネラ目コクシエラ科の属の一つであり、グラム陰性細菌である。
Aquicellaという名前は、ラテン語の"aqua"（水を意味する）とラテン語の"cella"（チャンバー、クローゼット、キャビネット、或いは生物学においては細胞を意味する）を組み合わせた造語であり、この学名は水圏の細胞を表す。

## 生化学的特性と分子署名
アクイセラ属の種は原生動物の細胞内で生育し、熱水地域から分離されることができる。すべての種は偏性好気性かつ非運動性であり、胞子を形成せず、オキシダーゼおよびカタラーゼ試験に陰性である。30 °Cから43 °Cの温度域で生育可能であり、中性のpH及び活性炭とα-ケトグルタル酸を含む増殖培地を要求する。コロニーの外観はピンクまたは青色の光沢を持つ白色系である。
アクイセラ属の細菌のゲノム配列シーケンシングが行われており、6つの署名インデル（CSI）、タンパク質30Sリボソームタンパク質S6-L-グルタミン酸リガーゼ、ホリデイジャンクションエンドヌクレアーゼRuvC、Tim44ドメイン含有タンパク質、ピルビン酸デヒドロゲナーゼ（アセチル転移性） 、ホモ二量体型シトクロムcおよび応答調節因子転写因子の遺伝子が同定された。これらのCSIは、この属を、他のコクシエラ科の属を含む他の全ての細菌と区別するのに役立つ。